# Энгельмюллер, Фердинанд
Фердина́нд Энгельмю́ллер (нем. Ferdinand Engelmüller; 23 декабря 1867, Прага, Австро-Венгрия — 29 сентября 1924, Прага, Чехословакия) — чешский художник.
Окончил школу профессора Юлиуса Маржака, затем в 1889—1894 гг. учился в Пражской академии художеств. По рекомендации Маржака нашёл работу учителем рисования в России. Летние сезоны 1892—1894 годов работал в дворянских семьях на юге (Одесса, Киев). Первая выставка прошла в пражской галерее «Дом Топича» (чеш. Topičův dům) в 1895 году.
В 1897 году основал собственную художественную школу. Автор учебника «Пути к художественному искусству» (чеш. Cesty k malířskému umění). Картины выставлялись во многих художественных галереях Праги, кроме «Дома Топича», также в «Рудольфинуме», «У Штайгера». Похоронен на Ольшанском кладбище в Праге (участок III-2-155).